# Броніна
Броніна (пол. Bronina) — село в Польщі, у гміні Бусько-Здруй Буського повіту Свентокшиського воєводства.
Населення — 460 осіб (2011).
У 1975-1998 роках село належало до Келецького воєводства.

## Демографія
Демографічна структура на день 31 березня 2011 року:
|          | Загалом | Допрацездатний вік | Працездатний вік | Постпрацездатний вік |
| -------- | ------- | ------------------ | ---------------- | -------------------- |
| Чоловіки | 228     | 42                 | 163              | 23                   |
| Жінки    | 232     | 41                 | 147              | 44                   |
| Разом    | 460     | 83                 | 310              | 67                   |